# Rahul Bose
Rahul Bose (রাহুল বসু, राहुल बोस; ,född 27 juli 1967 i Bangalore i Karnataka, är en indisk skådespelare, manusförfattare, regissör, människorättsaktivist och rugbyspelare.
Bose har medverkat i Bengaliska filmer som Mr. och Mrs. Iyer , Kalpurush , Anuranan , Antaheen , Laptop och The Japanese Wife. Han har också medverkat i Hindiska filmer som Pyaar Ke Side Effects, Maan Gaye Mughal-e-Azam, Jhankaar Beats, Kucch Luv Jaisaa och Chameli. Han har även spelat antagonisten i den Tamil-Hindiska filmen Vishwaroopam från 2013.
Tidningen Time Magazine har utnämnt honom till " superstjärnan av Indian arthouse cinema ", som är en smal genre inom indisk film. Tidningen Maxim har kallat honom " Den orientaliska filmens Sean Penn " för hans medverkan i filmer som English, August och  Mr. och Mrs. Iyer inom den indiska filmgenren  "Parallel Cinema". Bose är även känd för sitt sociala engagemang. Han deltog i hjälparbetet efter tsunamin 2004 och är grundare av den ideella hjälporganisationen The Foundation.

## Uppväxt
Rahul Bose är son till Rupen och Kumud Bose. Han beskriver sig själv som " .. hälften Bengali , . En fjärdedel Punjabi och en fjärdedel Marathi ". Bose tillbringade sina första år i Bangalore, Karnataka. Familjen flyttade senare till Bombay där han började i katedralskolan The Cathedral & John Connon School. Bose, som gjorde allt för att få uppmärksamhet, var stökig i skolan och blev ofta utslängd från klassrummet efter argumentationer med lärarna. I andra klass när han var sex år fick han för första gången stå på en teaterscen i skolpjäsen Tom, Tom, The Piper's Son. Boses mor uppmuntrade honom att läsa och börja med sporter som boxning och rugby. Han spelade även cricket och tränades av cricketspelaren Mansoor Ali Khan Pataudi. Efter att ha avvisats av 18 amerikanska universitet började han på Sydenham College. Bose trivdes inte i skolan och hade cirka 60 närvarodagar på tre år. Bättre gick det på fritiden vid sidan av skolan, där han sysslade med rugby, boxning och teater. Efter sin mors död 1987 började han arbeta som copywriter på annonsbyrån Rediffusion 1989 och blev senare befordrad till Creative Director. Efter att hans första film English, August kommit ut lämnade han jobbet 1995 trots att han blivit befordrad, för att bli skådespelare på heltid.